# 山本里菜
山本 里菜（やまもと りな、1994年6月22日 - ）は、セント・フォース所属のフリーアナウンサー、YouTuber、TikToker。元TBSテレビアナウンサー。

## 経歴
- 千葉県千葉市生まれ。山脇学園中学校・高等学校、青山学院大学卒業。在学中はスプラウト（セント・フォースの関連会社）所属のフリーアナウンサーとして、『グッド!モーニング』（テレビ朝日）などに出演していた[3]。
- 2017年4月1日 - TBSテレビにアナウンサーとして入社。 同期入社のアナウンサーは喜入友浩と山形純菜で、 7月18日には、「赤坂デリシャカス」のPRを兼ねて喜入・山形と共に『毒蝮三太夫のミュージックプレゼント』（TBSラジオ）で「初鳴き」（番組デビュー）を果たした[4][5]。
- 2018年 - 『サンデージャポン』のアシスタントと『爆報!THEフライデー』の進行役に就任。『サンデージャポン』への出演開始に際しては、歴代の女性アシスタント（田中みな実などのTBSテレビアナウンサー）が卒業後に同局を相次いで退社していることを踏まえて、アナウンサー生活を同局で全うすること（「生涯TBS」）を宣言していた[3]。
- 2020年 - 後輩の近藤夏子・篠原梨菜との週替わり方式で、1月から『土曜朝6時　木梨の会。』（TBSラジオ）のアシスタントに就任。その一方で、8月下旬に新型コロナウイルスへ感染した影響で[6]、9月中旬まで番組への出演を見合わせていた[7][8]。
- 2021年 - 前年4月から『バクホウ』と改題されていた『爆報!THEフライデー』の放送が3月で終了したことを受けて、『ジョブチューン』のアシスタント（田中みな実の後任）へ異動。『ひるおび』にも、コーナープレゼンターとして出演を開始した。また、 所属部署であるアナウンスセンターからの公認の下に、先輩の山本匠晃、後輩の近藤・齋藤慎太郎と共同で、YouTube上に公式チャンネル、Tiktok上に個人用とは別のアカウントを開設（詳細後述）。
- 2022年 - 3月25日に結婚[9]。『サンデージャポン』のアシスタントを同月で卒業した一方で、4月以降の『ひるおび』では、コーナープレゼンターとして出演しない日に番組内の「JNN NEWS」を担当するようになった。
- 2023年 - 「さまざまなチャレンジを通じて、自分の新たな一面を（視聴者などの）皆さんへお見せできるようになりたい」との意向の下に、10月31日付でTBSテレビを退社[10][11][12]。10月21日に放送された「お笑いの日2023」オープニングパート（『お笑いプラスワンFES〜OWARAI PLUS ONE FES〜』）での進行をもって、同局アナウンサーとしての番組出演を終えた[13]。退社の翌日（11月1日）からは、フリーアナウンサーとしての活動を、入社前に所属していたセント・フォースで再開[14][15]。

## 人物
免許・資格：PADIオープンウォータライセンス、実用英語検定2級、日本漢字能力検定2級、ニュース時事能力検定2級、普通自動車運転免許、ハーブ検定
両親は京成電鉄千葉線・千葉中央駅の近くで焼肉店を営んでいる。母親はかつて山一證券に勤務していたことを2024年9月に明らかにしている。
学生時代は、ピアノ、英会話、水泳を習い、中高はダンス部に所属した。
身長は156 cmで、松嶋菜々子への憧れから中学生時代にキャビンアテンダント（松嶋がフジテレビの月9ドラマ『やまとなでしこ』で演じていた職業）を目指していたが、語学力と身長が足りずに断念したという。その一方で、中学生時代に実母と一緒に竹下通りを歩いていた時に大手芸能事務所のスカウトマンから声を掛けられたことがきっかけで、この事務所が主催するタレントオーディションに応募した経験を持つ。
アメリカ・ロサンゼルスへの短期留学を経験したことがある。
「ミス青山コンテスト2014」でファイナリスト（6名）に選ばれたが、このコンテストで「準ミス青山」に選ばれた学生が1年先輩の日比麻音子で、卒業後の2016年にアナウンサーとしてTBSテレビに入社している。
同期入社の山形純菜とは、大学生時代に同じアナウンススクールに通っていた縁で、アナウンサー最終試験の前日も一緒にいて励まし合ったという。TBSテレビへの入社当初は、「『山』で始まり『菜』で終わる」という氏名の共通点から「山菜コンビ」とも呼ばれていた。
他局の同期アナ（2017年入社）で、テレビ東京の角谷暁子、元フジテレビの久慈暁子（現・インセント所属）、日本テレビの佐藤梨那、テレビ朝日の三谷紬と親交があり、それぞれのInstagramで登場し合っている。
2022年3月には、かねてから交際が伝えられていた一般男性と結婚したことが一部の報道で判明。この報道を受けて、同月26日には『土曜朝6時 木梨の会。』、翌27日には『サンデージャポン』と『たりかしch.』で結婚を正式に報告。『サンデージャポン』については、27日の放送をもってアシスタントを卒業した。
兄が1人いる末っ子。

## 現在の出演番組
- THE TRAD（TOKYO FM、2024年4月 - ） - 月・火曜日の「専属店員」（アシスタント）
  - TBSテレビからの退社後初めてのレギュラー番組で、前述した『爆報! THE フライデー』と同様に、 吉田明世 （2019年2月からアミューズに所属）の後任として起用[20]。
- 健康カプセル！ゲンキの時間（CBCテレビが制作する全国ネット番組）
  - フリーアナウンサーへの活動再開を機に、スタジオ進行とVTRでのロケ取材を随時担当。TBSテレビでも番組開始の当初（2012年4月）から同時ネットで放送しているが、同局への在籍中には出演の機会がなかった。
- おはリナ!（TOKYO MX、2024年9月30日 - ） -  メインキャスター（月 - 木曜日担当）
  - フリーアナウンサーとしての活動再開後初めてレギュラーで担当する帯番組で、TBSテレビへの在籍中を含めても初めての冠番組。平日の午前7時台に編成される生放送番組[21]だが、金曜日には出演せず、田中陽南（TOKYO MXアナウンサー兼報道記者）がメインキャスターを務める。

## 過去の出演番組

### TBS入社前

#### テレビ
- 日替わりセントフォース（BSスカパー!、2014年）
- BSフジNEWS（BSフジ、2014年5月 - 11月） - 第26期学生キャスターとして火曜日午前のニュースと天気予報担当[22]
- グッド!モーニング（テレビ朝日、2015年4月 - 9月） - 木曜・金曜のエンタメコーナーキャスター[23]
- ドラマ10『美女と男子』（NHK総合テレビ） - お天気お姉さん役

### TBSへの在籍中

#### 地上波テレビ
- あさチャン!（月 - 水曜日、2017年10月2日 - 2019年12月24日[24]） - 2019年3月までは気象情報、同年4月からはニュースを担当。
- 日曜劇場・陸王（日曜日、2017年10月15日 - 12月24日） - 埼玉中央銀行ポスターモデル 役[25]
- はやドキ!（金曜日：2017年10月20日 - 2018年3月30日 → 水曜日：2020年9月30日 - 2021年9月29日）
- イベントGO!（2017年10月 - 2018年9月） - 同期の山形純菜と交代でナビゲーター
- メトログ（日曜日、2017年11月5日 - 2020年3月29日） - ナレーション
- サンデー・ジャポン（2018年1月7日 - 2022年3月27日） - 第7代進行アシスタント[26]
- 爆報! THE フライデー（2018年4月6日 - 2021年3月5日） - 3代目進行アシスタント
- 伊達な旅紀行〜いいトコ!みやぎ（BS-TBS、2019年8月5日 - 2021年3月29日）- ナレーション
- アメージパング!（正式なレギュラーとして2020年4月 - 2021年10月20日未明（19日深夜）） - 企画進行アシスタント、2020年3月以前にも数回出演。
- ラヴィット!
  - 『JNN NEWS』（隔週月曜日担当：2021年3月29日 - 2021年9月27日）
  - アシスタント代理（2021年4月26日、2022年1月31日、2月4日・7日・9日[注釈 1]）[27]
- ひるおび
  - 火曜日のプレセンター：午前枠（2021年10月 - 2022年9月）→ 午後枠（2022年10月 - 2023年9月26日）
  - 木曜日午前枠のプレゼンター：2021年10月 - 2023年9月28日
    - 午前枠では、「トレンドの現場」「グルメの現場」といった生中継企画のリポートを、火 - 木曜日（2023年3月まで）→火・木曜日（同年4月以降）に不定期で担当。
    - 2023年には、有給休暇中の7月29日（土曜日）から、2泊3日の予定で宮古島（沖縄県）に滞在していた。同月31日（月曜日）の帰京を経て、翌8月1日（火曜日）放送分の午後枠からスタジオへの出演を再開することを想定した滞在であったが、滞在中に令和5年台風第6号が沖縄県内に接近。その影響で帰京の際に搭乗する予定だった飛行機の欠航が相次いだため、島外へ出られない事態に陥った。このような事情から、スタジオへの出演を予定していた8月1日と3日（木曜日）および、番組内の定時ニュース（後述）を担当する予定だった4日（金曜日）には、宮古島内の街頭（1日）や宿泊先（3日・4日）からの生中継で登場。島内における天候や、台風の接近に伴う自身と周囲の状況を私服姿で伝えた[28][29]。結局、5日間の延泊を経て8月5日（土曜日）に臨時便で帰京できた[30]ため、翌週月曜日（7日）から番組内の定時ニュース（後述）・8日（火曜日）から本編へのスタジオ出演を再開。

  - 『JNN NEWS』キャスター
    - 2023年9月29日（金曜日）放送分の担当をもって、「TBSテレビアナウンサー」としての報道番組への出演を終了[31]。
      - 金曜日担当（11時台・13時台）：2022年4月 - 2023年9月29日
        - 11時台は赤荻歩（先輩アナウンサー）とのコンビ、13時台は単独で担当。11時台に出演する一方で、13時台に他のアナウンサー（主に高柳光希）が代演することもあった。

      - 月曜日担当（11時台）：2023年4月 - 2023年9月25日
        - 伊藤隆太（先輩アナウンサー）とのコンビで担当。

      - 水曜日担当（11時台）：2023年4月 - 2023年9月27日
        - 金曜日と同じく、赤荻とのコンビで担当。
- ジョブチューン アノ職業のヒミツぶっちゃけます!（2021年4月3日 - 2023年9月16日）- スタジオパートの進行
- 賞金奪い合いネタバトル ソウドリ〜SOUDORI〜（2021年10月4日 - 2023年10月10日）
  - 「メグ・ウガジン」という名義で出演していた宇賀神メグ（後輩アナウンサー）の後任扱いで、「リー・ヤマモト」として後輩アナウンサーの「サヤ・ノムラ」（野村彩也子）→「マイ・ササキ」（佐々木舞音）と共演。
- ゴゴスマ〜GOGO!smile!〜（CBCテレビ制作、2022年4月 - 2023年9月29日） - 金曜日のニュースキャスター
  - 金曜日の『ひるおび』内で13時台のニュースを担当する場合に、TBSテレビ報道局のニューススタジオから出演。

以下の番組には、いずれも不定期で出演。
- 炎の体育会TV - ロケ企画の進行
- ザ・ベストワン - MC
- 水曜日のダウンタウン - ロケ企画の進行
- アッコにおまかせ! - 「おまかせ!コレキテル!?」（2022年4月から放送中のロケ取材企画）のリポーター

#### BS放送
BS-TBSが単独で放送した全国向け番組のみ記載。
- ブルー・アース 生命の海（2021年5月2日） - 進行
- Bizスクエア（2022年11月26日）- 宇内梨沙（本来のキャスターで先輩アナウンサー）の休暇に伴う代役
- 伊勢神宮奉納全国花火大会中継（2023年7月15日） - 4K放送に対応した生中継を、石井亮次（『ゴゴスマ』のMC）と共同で進行。

#### ラジオ
- ハツデンキ（2019年1月5日 - 6月29日[32]）
- ジェーン・スー 生活は踊る（2019年4月25日） - 本来の木曜パートナー・蓮見孝之の育児休暇に伴う代理パートナー
- 千葉ドリーム!もぎたてラジオ（2019年10月13日ほか） - 本来のレギュラー・上村彩子の代役
- 土曜朝6時 木梨の会。（2020年1月18日 - 2023年9月30日） 
  - 週替わりアシスタントの1人として、後輩アナウンサーの近藤夏子・篠原梨菜（いずれも2019年入社）と交互に出演。2021年10月16日放送分へ出演した際に、パーソナリティの木梨憲武（とんねるず）が『〜夢のオーディションバラエティー〜Dreamer Z』（同月24日からテレビ東京系列で放送）のMCを務める旨の話題を受けて、中学生時代に大手芸能事務所へオーディション向けの応募書類を送るまでの一部始終（前述）を初めて明かした[17]。篠原がアシスタントを務めていた2022年3月26日の放送中に、木梨からの電話を通じて結婚を初めて公表[9]。
  - TBSテレビからの退社を前に、2023年9月30日放送分でアシスタントを卒業。退社後にセント・フォースへ所属（事実上復帰）することを、同日の放送中に明言した[15]。翌10月からは、山本の担当分を山形が引き継いでいる。
- エンタメ満載!ここだけの話（2022年4月2日 - 2023年10月7日、毎週土曜日21:45 - 22:00）
  - 前任者で先輩アナウンサーの堀井美香が2022年3月31日付でTBSテレビを退社したことに伴う起用で、堀井の担当時代から出演している野村と『ソウドリ』に続いて共演。放送上はテレビを含めても、TBSテレビへの在籍中における最後のレギュラー番組になった。
- 井上貴博 土曜日の『あ』（2022年6月4日） - 田中ひとみの代役[33]
- Adam by GMO presents ゲージュツ爆発チャンネル！（2022年12月）- ナビゲーター
- 朗読のミカタ（JRN全国ネット向けの事前収録番組）
  - 2023年3月6日・7日・9日：卒業ソングの歌詞を朗読

#### YouTube・TikTok
- アナウンサーのゆるちゃん/たりかしCh.（2021年12月18日 - 2023年10月31日）
  - チャンネル名の「たりかし」は、自身を含めて運営に携わる4人のアナウンサー（前述）の名前から、平仮名で最初に表記される文字を繋げたことに由来。開設当初から2022年2月までは、「たーりーかーしーチャンネル」という名称で運営していた。自身のTBSテレビ退社を機に、2023年11月1日からチャンネル自体の活動を休止中。

### TBS退社後
- ぽかぽか（フジテレビ、2023年11月8日）
  - 退社後初めて出演した番組[34]。退社の前月まで担当していた『ひるおび』の裏番組で、フリーアナウンサーの安東弘樹（TBSテレビ在職中の上司）と揃って「ぽいぽいトーク」（12時台のゲストコーナー）へ登場した[35]。
- ABEMA Prime（ABEMA、2023年11月14日）
  - 当日は火曜日で、月・火曜分のキャスターをレギュラーで務める仁科健吾（テレビ朝日アナウンサー）の代理として出演。
- ネプリーグ（フジテレビ）
  - 2023年12月4日放送分：「キャスター・コメンテーターチーム」の一員として「『ジャズ大名』チーム」との対戦に臨んだほか、この日の放送から新設された「クイックネプリーグ」にも参加。
  - 2024年3月25日放送分「間違えられない常識力期末テスト」：「女性アナウンサー常識力個人テスト」（放送局へ勤務した経験のある女性アナウンサーによるクイズ対決企画）からの派生企画で、武内陶子・神田愛花（いずれも元NHK）・豊崎由里絵（元毎日放送）・大島由香里（元フジテレビ）・八幡美咲（元熊本県民テレビ→広島ホームテレビ）・原田葵（フジテレビ）と揃って挑戦。
  - 2024年6月10日放送分：「クイックネプリーグ」のみ参加。
  - 2024年7月1日放送分：「アナウンサーチーム」の一員として「『FNS27時間テレビ』チーム」・「東大チーム」との対戦に挑んだ。
  - 2025年3月17日放送分
- 第57回新春!爆笑ヒットパレード2024（フジテレビ、2024年1月1日） - 「観覧ゲスト」扱いで出演
- ちゃちゃ入れマンデー（関西テレビ、2024年1月30日） - ゲストパネラー
  - 関西ローカルでの放送を前提に在阪局が制作している番組へ初めて出演。
- クイズ!あなたは小学5年生より賢いの?（日本テレビ、2024年2月2日） - 「挑戦者」の1人として出演
- 踊る!さんま御殿!!（日本テレビ、2024年2月6日） - ゲスト
- プレバト!!（毎日放送、2024年5月9日） 
  - 「俳句の才能査定ランキング」に初めて参加。当日放送分の査定対象者が「有名大学出身の『高学歴芸能人』」（他の対象者は内藤剛志・ゆりやんレトリィバァなど4名）に限られていたにもかかわらず、自作の句が査定員の夏井いつき（俳人）から「才能アリ1位」に認定された。
- 【歴代王者が徹底分析！】SUPER GT TACTICS 2025（2025年5月、J SPORTS）

### その他の活動

#### TBSへの入社前
- 美学生図鑑 - 青山学院大学への在学中に登場

#### TBSへの在籍中
- FLASH（光文社） - 2022年1月4･11･18日号「フォトブック　『サンジャポ』のない日曜日」[36]
- 一日警察署長 赤坂警察署（2019年5月11日）[37]

#### TBSからの退社後
- マイナビ 東京ガールズコレクション 2021 SPRING/SUMMER（2024年3月2日、国立代々木競技場第一体育館） - EXITと共同でMCを担当[38]
- 一日警察署長 麻布警察署（2024年4月24日）[39]
- TGC KITAKYUSYU 2024（2024年10月12日、西日本総合展示場新館）[40]

## CM
- ミニストップ（青山学院大学在学中の2015年にインターネット限定で公開されたシリーズCM）-  元・TBSテレビアナウンサーで、当時セント・フォースに在籍していた小林麻耶と共演[41]。

## ディスコグラフィ

### 配信シングル
- 『もうすぐ秋ですネェ』 - 『土曜朝6時　木梨の会。』のアシスタント時代に、「レディオ954」（近藤・篠原とのユニット）名義でリリース。AKAと同時配信。